# فرانشيسكو بيانشيني
فرانشيسكو بيانشيني (بالإنجليزية: Francesco Bianchini)‏ (و. 1662 – 1729 م) هو عالم فلك من جمهورية البندقية. ولد في فيرونا. كان عضوًا في الجمعية الملكية، والأكاديمية الفرنسية للعلوم.
توفي في روما، عن عمر يناهز 67 عاماً.

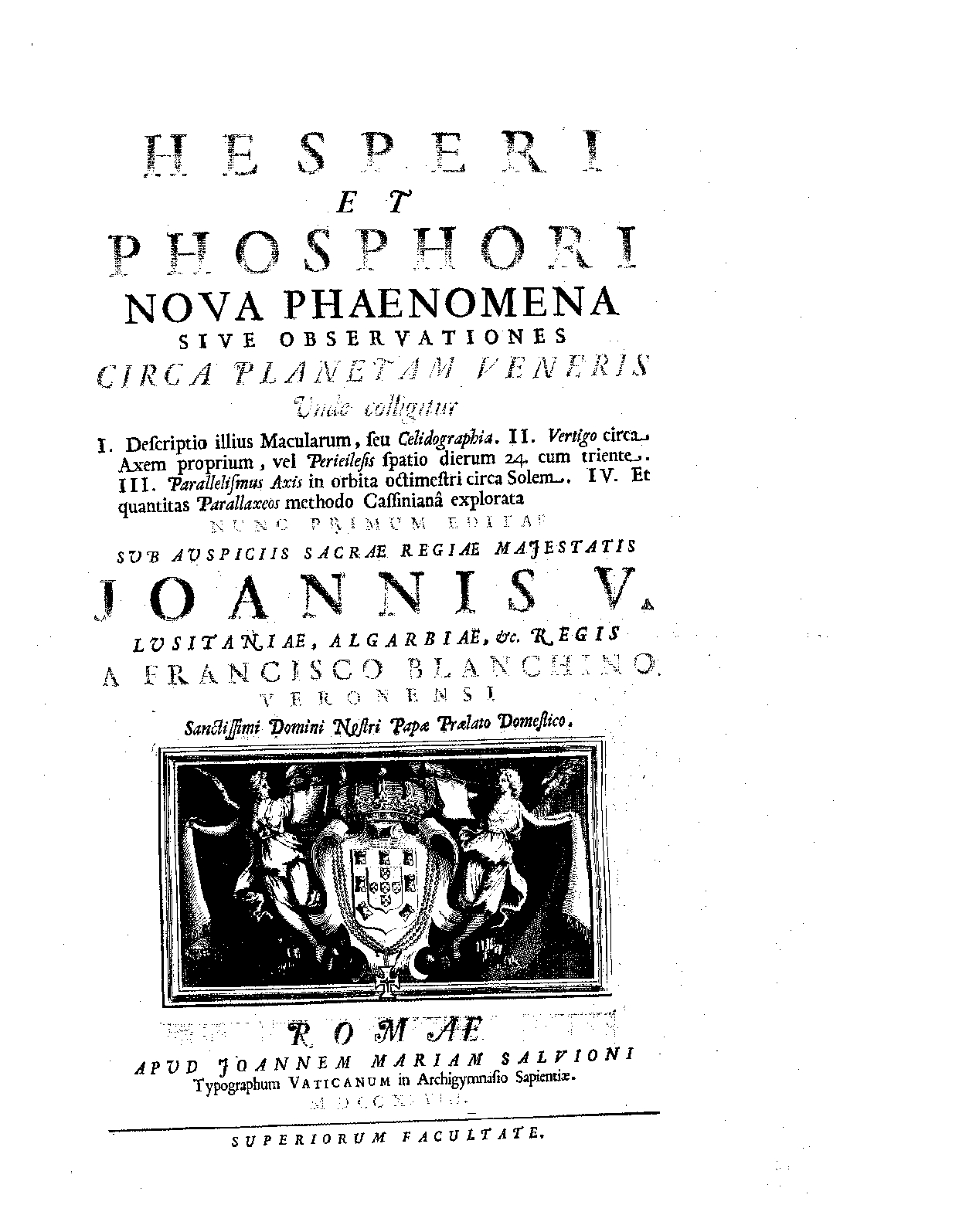
Hesperi et Phosphori nova phaenomena, 1728

## جوائز
حصل على جوائز منها:
- زميل في الجمعية الملكية.